# Polšnik
Polšnik – wieś w Słowenii, w gminie Litija. W 2018 roku liczyła 109 mieszkańców.